# Штогрин, Сергей Иванович
Серге́й Ива́нович Што́грин (род. 21  июля 1948, Хабаровск) — российский политический деятель. Депутат Государственной Думы II (1995—1999), III (1999—2003), IV (2003—2007), V (2007—2011) и VI созывов (2011—2013), член фракции КПРФ, аудитор Счетной палаты Российской Федерации.

## Биография
Родился 21 июля 1948 года в Хабаровске. В 1971 году окончил факультет самолётостроения политехнического института Комсомольска-на-Амуре, начал работать на авиационном заводе города Комсомольск-на-Амуре в конструкторском отделе.
В 1972—1973 годах служил в СА в зенитно-ракетном полку. После демобилизации работал плотником, бетонщиком, рабочим в авиационном производственном объединении имени Ю. А. Гагарина (Комсомольск-на-Амуре). Затем находился на комсомольской и партийной работе. Был секретарём Биробиджанского горкома КПСС. Работал в Хабаровском крайкоме комсомола заместителем заведующего организационным отделом. В крайкоме партии работал инструктором отдела организационной партийной работы. В 1983 году был направлен заведующим орготделом в обком партии Еврейской автономной области, затем избран первым секретарём Биробиджанского горкома партии.
В 1991 году возглавил страховую компанию «Логос», на момент избрания в Госдуму являлся председателем правления компании.
В 1995 году избран депутатом Государственной думы II созыва по Биробиджанского одномандатному избирательному округу. В округе баллотировалось 8 кандидатов, в голосовании приняли участие 63,74 % зарегистрированных избирателей. Штогрин получил 22,68 % голосов, заняв первое место. Его главными соперниками по округу были М. М. Жирдецкая с 20,17 % голосов и публицист А. С. Гербер, за которую проголосовали 13,91 % избирателей. В Госдуме вошёл в депутатскую группу «Народовластие». Был членом комитета по бюджету, налогам, банкам и финансам, занимался налоговым законодательством.
С августа 1996 года — член координационного совета НПСР.
В 1999 году избран депутатом Государственной думы III созыва. Был членом Агропромышленной депутатской группы. Был заместителем председателя комитета по бюджету и налогам.
В 2003 году избран депутатом Государственной думы IV созыва по Биробиджанскому одномандатному избирательному округу, вошёл во фракцию КПРФ. Был заместителем председателя комитета по бюджету и налогам, членом комиссии по рассмотрению расходов федерального бюджета, направленных на обеспечение обороны и государственной безопасности РФ.
В 2007 году избран депутатом Государственной думы пятого созыва, вошёл во фракцию КПРФ.
На XIII съезде КПРФ, состоявшемся в Москве 29-30 ноября 2008 года, был избран в состав Центрального комитета КПРФ.
С 20 сентября 2013 года — аудитор Счетной палаты РФ, направление по экспертно-аналитической и контрольной деятельности в области формирования и исполнения доходов федерального бюджета.
Женат. Имеет троих детей.

## Критика

### Обвинения в табачном лоббизме
Сопредседатель Российской коалиции за контроль над алкоголем и Российской антитабачной коалиции Д. А. Халтурина указывает на табачный лоббизм С. И. Штогрина: «В обнародованном списке финансовых вливаний компании „Филипп Моррис“ за 2006 год различным общественным организациям можно увидеть пожертвования этой компании фонду „Депутатский“, который возглавлял заместитель председателя Комитета по налогам Госдумы коммунист Сергей Штогрин».
8 октября 2012 года в комиссию Госдумы по депутатской этике и в ФСБ был направлен запрос о проверке деятельности Сергея Штогрина, а также депутатов Геннадия Кулика и Надежды Школкиной, на предмет лоббирования деловых интересов крупных международных компаний табачной индустрии. Сам С. И. Штогрин обвинения в лоббизме интересов табачных компаний не подтверждает.

## Награды
- Орден Почёта (2024) — за большой вклад в укрепление государственного финансового контроля и многолетнюю добросовестную работу[5];
- Орден Дружбы (2018)[6].
- Благодарность Правительства Российской Федерации (4 декабря 2008) — за заслуги в законотворческой деятельности, развитии парламентаризма и в связи с 15-летием принятия Конституции Российской Федерации[7].